# 満点様
インターネット学科学習システム満点様（インターネットがっかがくしゅうシステムまんてんさま）は、運転免許取得者用のIT教材。インターネットを本格的に活用した初めての学科試験対策eラーニングシステムで、自動車教習所内での学習はもちろん、同じ問題が校外（自宅や大学、職場、インターネットカフェなど）のインターネット環境のある場所ならどこでも練習問題ができる。開発元は、株式会社トヨタ名古屋教育センター（中部日本自動車学校）と大日本印刷株式会社。その後同形態の学習システムが他社より発売されている（musashi）。
R07年現在、全国で約300校弱の自動車教習所に導入されている。

## 概要
生徒側の機能としては、大きく分けて練習問題機能、効果測定機能、携帯電話練習問題機能の3つの機能から成っている。
自動車学校の管理者側の機能には、成績管理機能、オリジナル問題作成機能などがある。
利用するためには、自動車教習所単位で中部日本自動車学校と利用契約を行うB to Bの販売方法となっている。そのため教習生が同システムを利用したいと思っても、自分が通っている教習所が同システムを採用していない場合利用することはできない。

## 備考
- 同システムのキャラクター「満点様」は、運転免許学科試験の合格をかなえる神様・妖精という設定である。
- 練習問題を実施し採点結果が合格点であれば満点様が喜び、合格点に満たなければショックを受けた顔をする。また、100点満点を取るとさらに飛び上がって大喜びをしてくれる。

## 対抗製品
- 株式会社ノイマン　「MUSASI」
- 株式会社コヤマ交通教育サービス「楽勝問題」
- 株式会社テクニカAV　「SD Trainer」「楽免.COM」